# Helmut Klump
Helmut Klump (* 13. August 1948; † 5. März 2015) war ein deutscher Fußballspieler und -trainer. Er absolvierte von 1974 bis 1980 als Verteidiger der SpVgg Fürth in der 2. Fußball-Bundesliga 201 Spiele (2 Tore), nachdem er zuvor bereits von 1968 bis 1974 in 191 Spielen (2 Tore) in der Defensive der Fürther in der damals zweitklassigen Fußball-Regionalliga Süd zum Einsatz gekommen war.

## Laufbahn

### Jugend und Regionalliga Süd, bis 1974
Ab dem zehnten Lebensjahr durchlief der Schüler Helmut Klump die Jugendklassen bei den Weiß-Grünen der Spielvereinigung Fürth. Den Übergang zum Seniorenfußball erlebte er in der Amateurmannschaft der „Kleeblatt-Elf“, ehe er im Verlauf der Runde 1968/69 erstmals in der Vertragsligamannschaft in der Regionalliga Süd zum Einsatz kam. Der Defensivspieler debütierte am 22. Dezember 1968 bei einem 2:1-Heimerfolg gegen den Freiburger FC vor Torhüter Dirk Krüssenberg an der Seite von Verteidigerkollege Paul Derbfuß in der Regionalliga. In seinem ersten Jahr als Stammspieler, 1969/70, kam es auch zum „Frankenderby“ gegen den Bundesligaabsteiger 1. FC Nürnberg. Der „Club“ setzte sich unter Trainer Kuno Klötzer in beiden Spielen gegen Fürth durch, verpasste aber als Tabellendritter den Einzug in die Bundesligaaufstiegsrunde. Ausgesprochen spannend waren die Derbys in der Serie 1970/71 als Nürnberg die Meisterschaft gewann, aber beide Spiele gegen Fürth bis zum Schlusspfiff umkämpft waren. Vor 26.000 Zuschauern endete in der Vorrunde im September 1970 im Ronhof das Spiel torlos 0:0. Am 6. März 1971 entschied der „Club“ das Heimspiel gegen Fürth mit einem Treffer in der 90. Spielminute zum 1:0-Heimerfolg. Die „Kleeblatt“-Defensive um Torhüter Peter Löwer und dem Abwehrblock mit Wolfgang Schöpp, Hermann Marchl, Ewald Stolle, Walter Rauh und Helmut Klump überzeugte in beiden Spielen gegen die FCN-Angreifer Günther Michl, Manfred Drexler und Roland Stegmayer. Sein letzter Einsatz in der alten zweitklassigen Regionalliga Süd resultierte aus der Auswärtsbegegnung am 4. Mai 1974 als Fürth beim FC Bayern Hof mit 3:2 Toren gewann und unter Trainer Heinz Elzner den zehnten Rang belegte und damit für die zur Runde 1974/75 neu eingeführte 2. Fußball-Bundesliga qualifiziert war.

### Zweite Bundesliga, 1974 bis 1980
In den ersten Runden der 2. Liga kämpften Klump und Kollegen um den Klassenerhalt. Im zweiten Jahr starteten die Fürther mit 4:24 Punkten und standen damit auf dem 20. Platz. In der Rückrunde erreichten sie 27:11 Punkte. Der „Club“ als Vizemeister kam im gleichen Zeitraum auf 26:12 Punkte. Paul-Werner Hofmann erzielte im Angriff 23 Tore. Erstmals in der letzten Runde von Trainer Hans Cieslarczyk, 1976/77, wurde mit dem achten Rang eine einstellige Platzierung in der 2. Bundesliga erreicht. Das Abwehrbollwerk mit Libero Bernhard Bergmann, Vorstopper Wolfgang Lausen, den Außenverteidigern Hermann Grabmeier und Helmut Klump sowie der herausragende Torhüter Löwer war gut aufeinander abgestimmt. Als unter dem neuen Trainer Hannes Baldauf 1977/78 das Training beträchtlich verschärft wurde, praktisch das Profitum mit zweimaligem Training pro Tag eingeführt wurde, belegte Fürth den sechsten Rang und Klump hatte alle 38 Ligaspiele absolviert. In der Saison 1978/79 schaffte er mit seinen Mannschaftskollegen mit dem vierten Rang hinter Meister 1860 München, SpVgg Bayreuth und Wormatia Worms die beste Platzierung in der 2. Liga. Ein schwacher Start mit 8:14 Punkten und die drei Minuspunkte am 34. und 35. Spieltag gegen FC Hanau 93 und den FSV Frankfurt verhinderten dabei den möglichen Aufstieg in die Fußball-Bundesliga. In seiner letzten Runde, 1979/80, kam er beim Erreichen des siebten Tabellenranges nochmals auf 31 Ligaeinsätze (1 Tor) und stand auch in der „Kleeblatt-Elf“, welche am 12. April 1980 beim Meister und Bundesligaaufsteiger 1. FC Nürnberg ein 0:0-Remis erreichte.
Neben den Lokalderbys gegen den „Club“ war auch im Sommer 1969 die erfolgreiche Teilnahme in der Intertoto-Runde gegen Djurgarden IF Stockholm, Sosnowiec und den Wiener SC ein Höhepunkt in der langjährigen aktiven Spielerlaufbahn von Helmut Klump.
Der gelernte Maschinenbauer, verheiratet und Vater von zwei Kindern, verband immer Beruf und Fußball und war später beruflich bei den Fürther Stadtwerken angestellt.

### Trainer
Nach dem Ende seiner Vertragsspielerlaufbahn übernahm er zur Runde 1980/81 den ASC Boxdorf und übte dort das Amt des Spielertrainers aus. Als Trainer war er 1983 von Januar bis Juni für die Amateure der Spielvereinigung im Einsatz, ehe er sich von 1983 bis 2008 um die „AH“ verdient machte.